# Romano-Britanni

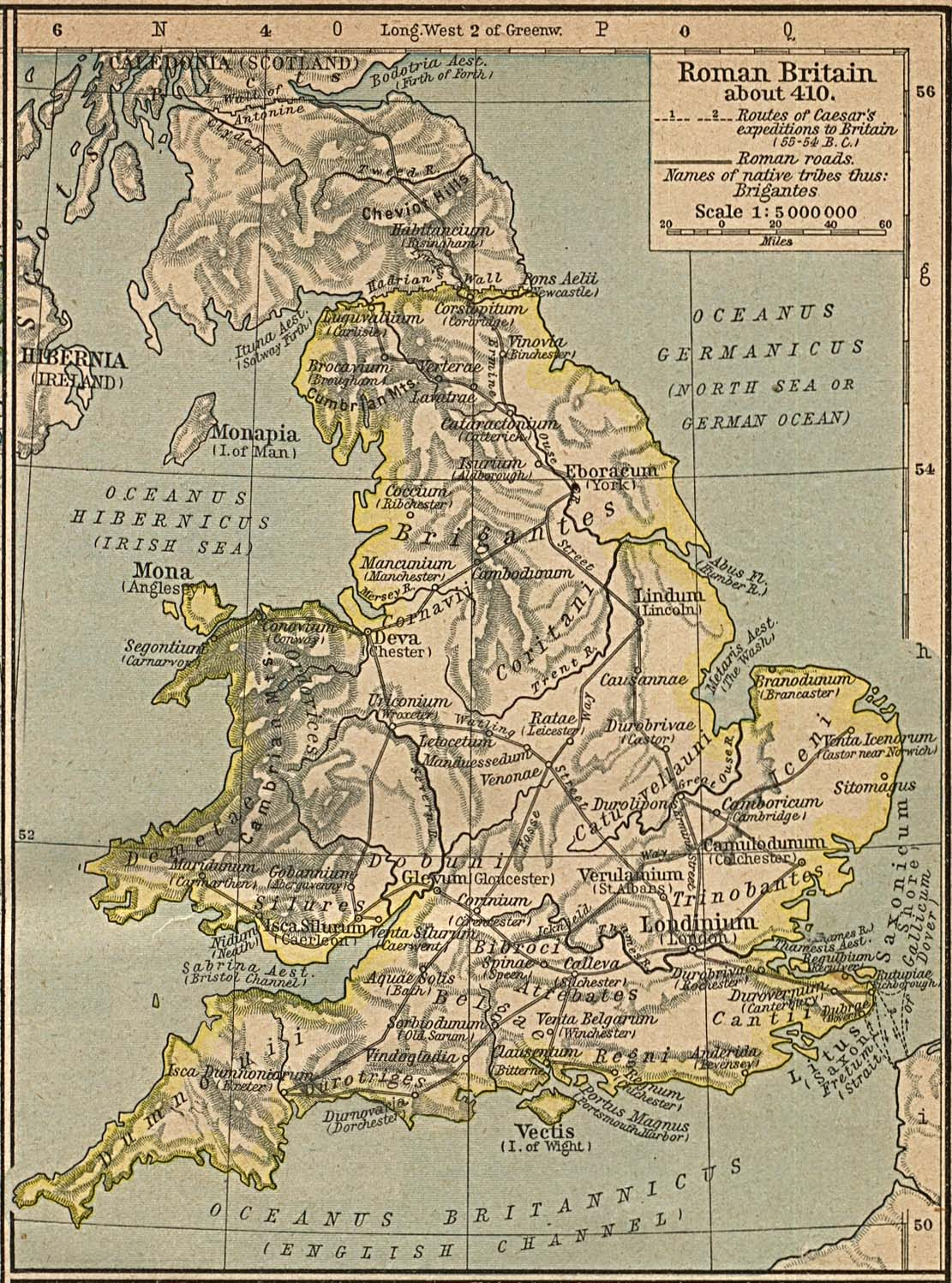
La Britannia romana nell'anno 410.

Il termine Romano-Britanni (o Romano-Bretoni) indica le popolazioni culturalmente romanizzate della Britannia del periodo imperiale, quando cioè la cultura romana e quella cristiana si diffusero ampiamente e penetrarono nella vita della gente.

## Vicende
La Britannia romana dopo la conquista e pacificazione avvenuta nel I secolo divenne un'area dell'Impero romano relativamente sviluppata. I Romano-britanni erano in parte cittadini romani venuti dall'Italia (ed altre parti dell'Impero) ed in parte il risultato della mescolanza dei Romani con le popolazioni locali celtiche, che si romanizzarono in poche generazioni. La romanizzazione fu completa nell'attuale Inghilterra, mentre fu parziale in quello che ora sono il Galles, la Cornovaglia e la Scozia meridionale.
Un importante vettore di influenza sulla società britannica fu la concessione della cittadinanza romana, che all'inizio veniva data in modo molto selettivo: ai membri di alcune classi sociali della città, ai veterani, ai legionari o ai soldati delle unità ausiliarie e a un certo numero di persone legate ai patroni.
Tuttavia, il numero di cittadini aumentò costantemente nel corso degli anni, sia perché la gente ereditava la cittadinanza sia per le numerose concessioni fatte. Alla fine tutti, tranne schiavi e liberti, ottennero la cittadinanza con la Constitutio antoniniana del 212.
La Britannia fu indipendente dal resto dell'Impero per un certo numero di anni, dapprima come parte l'Impero delle Gallie e poi per circa due decenni con gli usurpatori Carausio e Allecto.
Il Cristianesimo giunse in Britannia nel III secolo. La prima figura conosciuta è quella di sant'Albano, che sarebbe stato martirizzato sotto l'imperatore Decio nei pressi della città di Verulamium, dove oggi sorge St Albans.
La maggior parte della popolazione era rurale e lavorava la terra. Su un totale di tre milioni e mezzo di abitanti, circa 240 mila persone vivevano nei centri urbani. Londinium aveva circa cinquantamila-sessantamila abitanti. ed era una città multietnica, composta da abitanti nativi della Britannia e da immigranti provenienti dalle altre zone dell'Impero.

## I Romano-Britanni dopo il 410 d.C.
Dopo il ritiro delle truppe romane (410 ca) sotto il regno di Onorio, i Romano-Britanni furono costretti a difendersi da soli.
Ma i saccheggi e le scorrerie dei Pitti dal Nord e degli Scoti dall'Irlanda li costrinsero a chiedere aiuto alle tribù germaniche pagane degli Angli, dei Sassoni e degli Juti, che ne approfittarono per insediarsi al di là della Manica. Ben presto questi nuovi popoli divennero ostili verso coloro che li avevano "invitati" e cominciarono ad impadronirsi delle terre.
Nella Britannia romanizzata si sviluppò - dopo il ritiro delle legioni romane - per alcuni secoli una lingua romanza, risultato della fusione del latino classico con le lingue celtiche dei Britanni autoctoni: il Romanzo britannico.

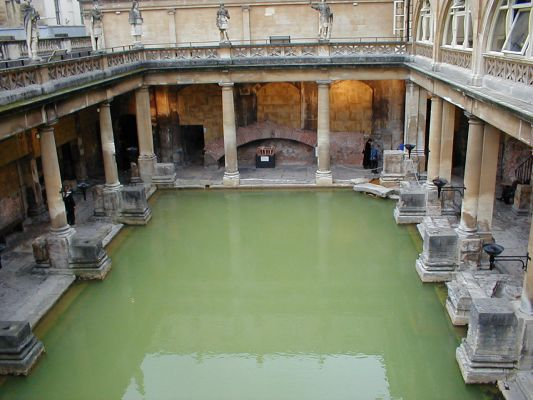
Le Terme romane di Bath furono usate dai Romano-Britanni fino al VI secolo d.C. Vi sono state trovate tavolette con maledizioni popolari che sembrano probabilmente scritte anche in Romanzo britannico.

Kenneth H. Jackson scrisse che il "Latin was a living spoken language in Britain under the Empire (il Latino era una lingua viva e parlata nella Britannia durante l'Impero Romano)", ed usò l'evidenza di parole assimilate (loan words) dal latino nell'antico gallese ed irlandese allo scopo di dedurre l'esistenza di 12 differenti caratteristiche del Romanzo dei Romano-Britanni del III, IV e V secolo d.C.
Intorno alla seconda metà del VI secolo gli Anglosassoni (aiutati anche da pestilenze che decimarono i Romano-Britanni, come la Peste di Giustiniano) finirono per conquistare tutta la Britannia già romana ed i Romano-Britanni vennero assimilati, scomparendo dalla storia.
Molti Romano-Britanni migrarono in Bretagna, in Galizia e forse in Irlanda. Alcune fonti inglesi si riferiscono ai Romano-Britanni come a gente di "lingua gallese" (cosa non del tutto esatta).
Le lotte di questo periodo diedero origine alle leggende di Uther Pendragon e di re Artù. C'è chi sostiene che Ambrosio Aureliano, il capo delle forze romano-britanne, funse da modello per la nascita della figura di Artù e che Camelot sia solo un'idealizzazione gallese della civiltà romano-britanna pre-anglosassone.

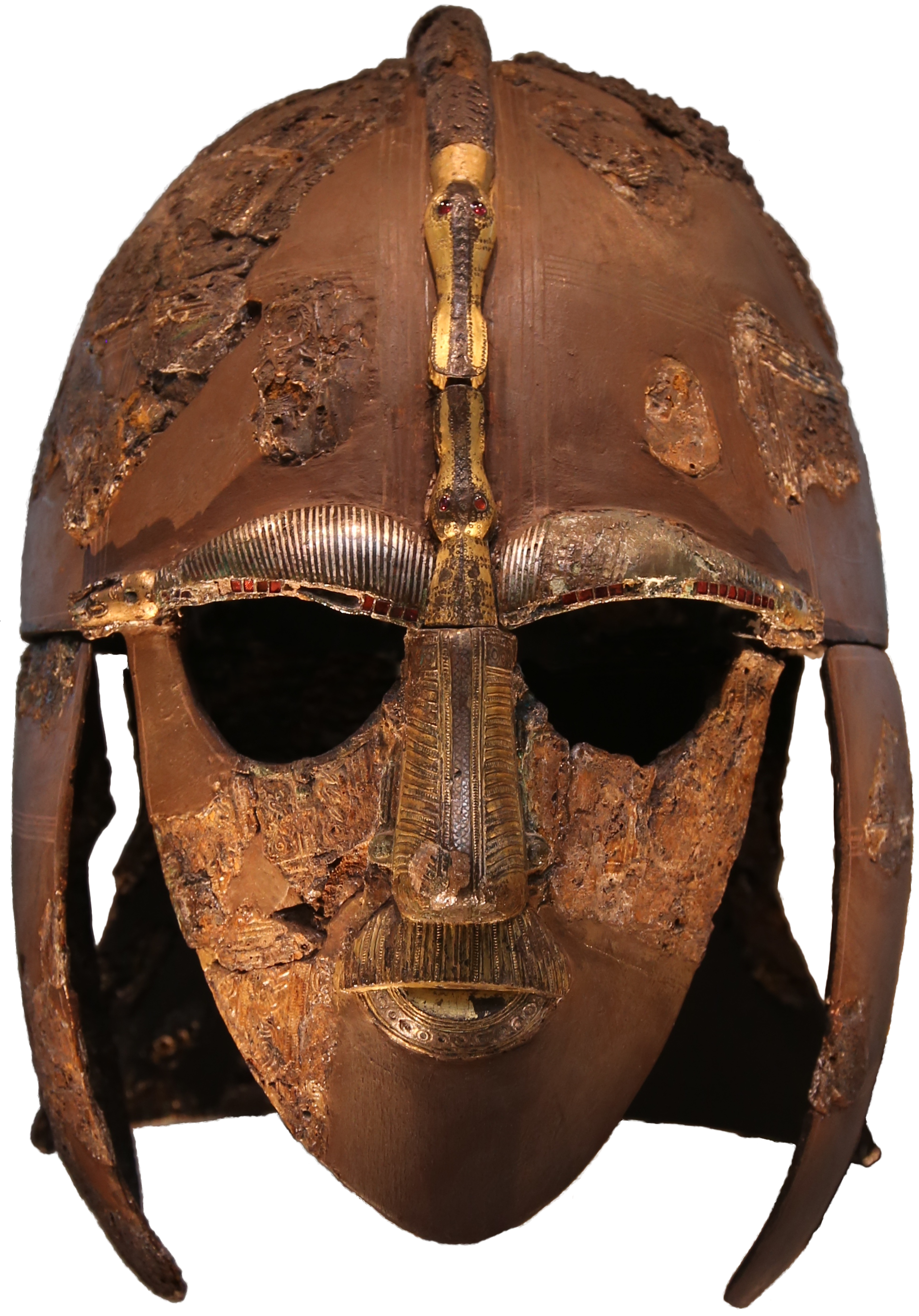
L'elmo barbarico di Sutton Hoo.

Ai primi del VII secolo ormai esistevano solo regni anglosassoni. In questi regni si ebbe una specie di "apartheid" fra popolazioni germaniche e romano-britanne, che si riscontra ancora oggi nei geni e nella struttura sociale dell'attuale Inghilterra.
Questa separazione (di tipo genetico) viene confermata - secondo Stephen Oppenheimer - dal fatto che fino al Duecento si parlava nei monti Pennini la lingua cumbrica e fino al Settecento in Cornovaglia la lingua cornica (entrambe lingue celtiche con alcune influenze latine dovute ai Romano-Britanni).